# Kea (papegøjefugl)
 For alternative betydninger, se Kea. (Se også artikler, som begynder med Kea)
En kea (Nestor notabilis) er en papegøjefugl, der findes i det sydlige New Zealand. Keaen har pt status som CR (kritisk truet) på IUCNs rødliste (2018). Heldigvis er arten i bedring. 

## Tidligere stærkt forfulgt
Indtil 1970 blev keaen jaget af de newzealandske fårehyrder, fordi den satte sig på ryggen af fårene og spiste fedtet direkte fra fårets ryg, men på grund af den lille bestand blev den fredet. 

## Intelligens
Keaen skulle være så intelligent, at den kan udføre avancerede opgaver som blandt andet indebærer teamwork og at rive i snore for at få mad, opgaver som små børn ikke kan løse. Keaen siges også at være dygtig til at sløre sig i sit terræn. I sløringen tager den højde for områdets bevoksning, belysning, baggrund og bevægelse.[kilde mangler]